# Philippe Pozzo di Borgo
Philippe Pozzo di Borgo (ur. 14 lutego 1951 w Tunisie, zm. 1 czerwca 2023 w Marrakeszu) – francuski przedsiębiorca korsykańskiego pochodzenia.

## Życiorys
Urodził się 14 lutego 1951 r. w Tunisie. Wywodzi się z rodziny arystokratycznej. Jego rodzicami byli książę Pozzo di Borgo oraz markiza de Vogue; miał korsykańskie pochodzenie. W dzieciństwie podróżował po świecie, mieszkał m.in. w Amsterdamie, Algierii, Paryżu, Londynie i Maroku. Po ukończeniu szkoły został kierownikiem francuskiej winiarni Moët and Chandon, a następnie dyrektorem znajdującej się w Reims wytwórni szampana Pommery.
W 1993 r. doznał poważnego wypadku na paralotni – złamał kręgosłup – w szwajcarskich Alpach, w wyniku czego miał sparaliżowane wszystkie kończyny. Dodatkowo wskutek śmierci żony niedługo później zapadł na depresję i rozważał samobójstwo. Rok później zatrudnił pochodzącego z Algierii opiekuna Abdela Yasmina Sellou, choć na rozmowę kwalifikacyjną zgłosiło się kilkadziesiąt osób. Sellou był byłym więźniem i potrzebował pracy, by móc zostać we Francji. Życie u boku Sellou pomogło Pozzo di Borgo odzyskać radość z życia, a z czasem ich relacja zmieniła się ze służbowej w przyjaźń.
Pod wpływem Sellou przeniósł się do Maroka, gdzie klimat był bardziej odpowiedni dla jego zdrowia, i zamieszkał w Marrakeszu. Po 10 latach pod opieką Sellou Pozzo di Borgo ożenił się w 2005 r. ponownie i osiadł w As-Suwajrze. Aktywnie wspierał inicjatywy na rzecz osób z niepełnosprawnościami, a za swoją działalność został odznaczony Legią Honorową. Zmarł 1 czerwca 2023 roku w Marrakeszu.
Pozzo di Borgo opisał swój wypadek oraz relację z opiekunem w książce Le Second Souffle (pol. Drugi oddech, 2001 r.). Historia ich relacji została opisana w 2003 r. w filmie dokumentalnym A la vie, à la mort, zainspirowała również scenariusz do filmu Nietykalni.
Dwukrotnie żonaty: z Béatrice i Khadiją.